# Marcel Chládek

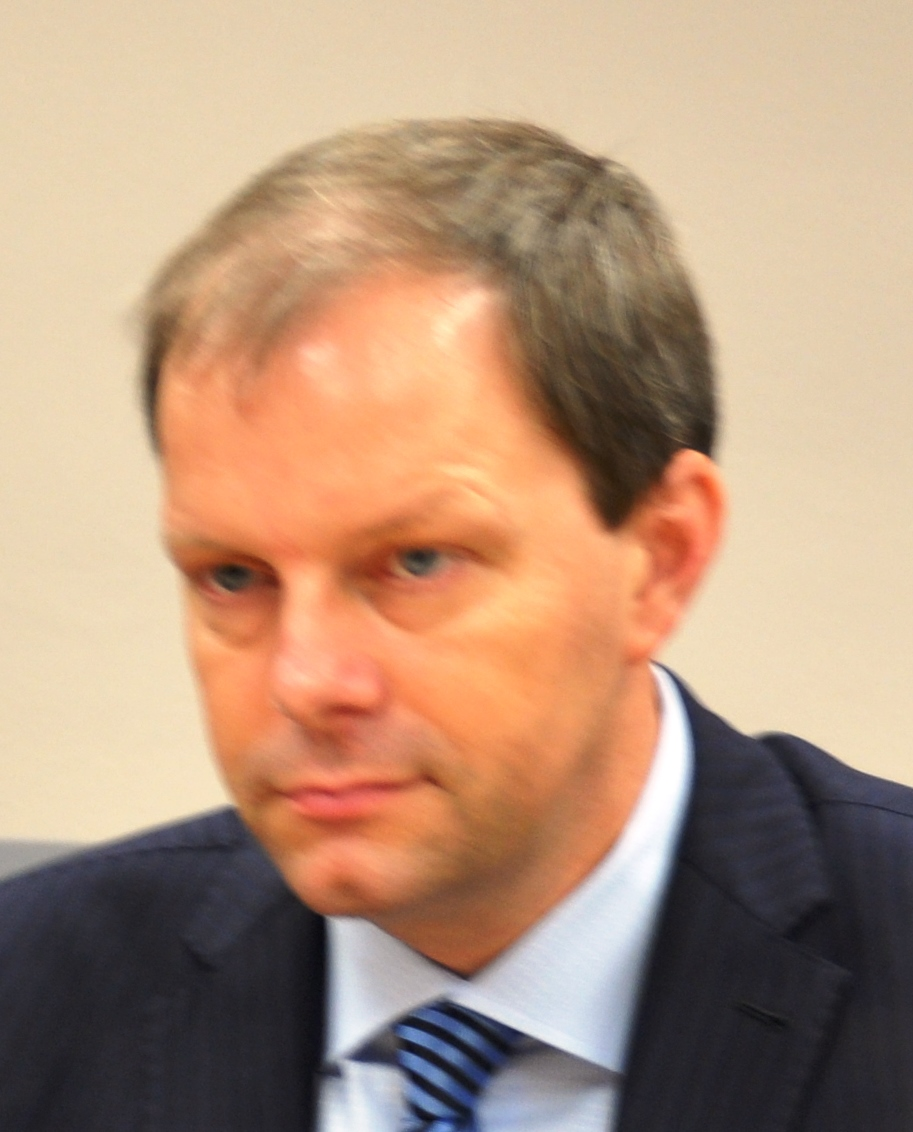
Marcel Chládek

Marcel Chládek (* 9. April 1968 Rakovník) ist ein tschechischer Politiker und Mitglied der sozialdemokratischen Partei (ČSSD). Von Januar 2014 bis Juni 2015 war er Minister für Schulwesen, Jugend und Sport in der Regierung Bohuslav Sobotka.
Chládek studierte an der Philosophischen Fakultät der Karls-Universität in Prag un arbeitete als Lehrer und in diversen Bildungseinrichtungen. Er ist seit 2004 Mitglied der ČSSD, Stadtrat in seiner Heimatstadt Rakovník und wurde 2008 in den Senat gewählt. Er blieb Senator bis 2014.